# Julia Jelinek

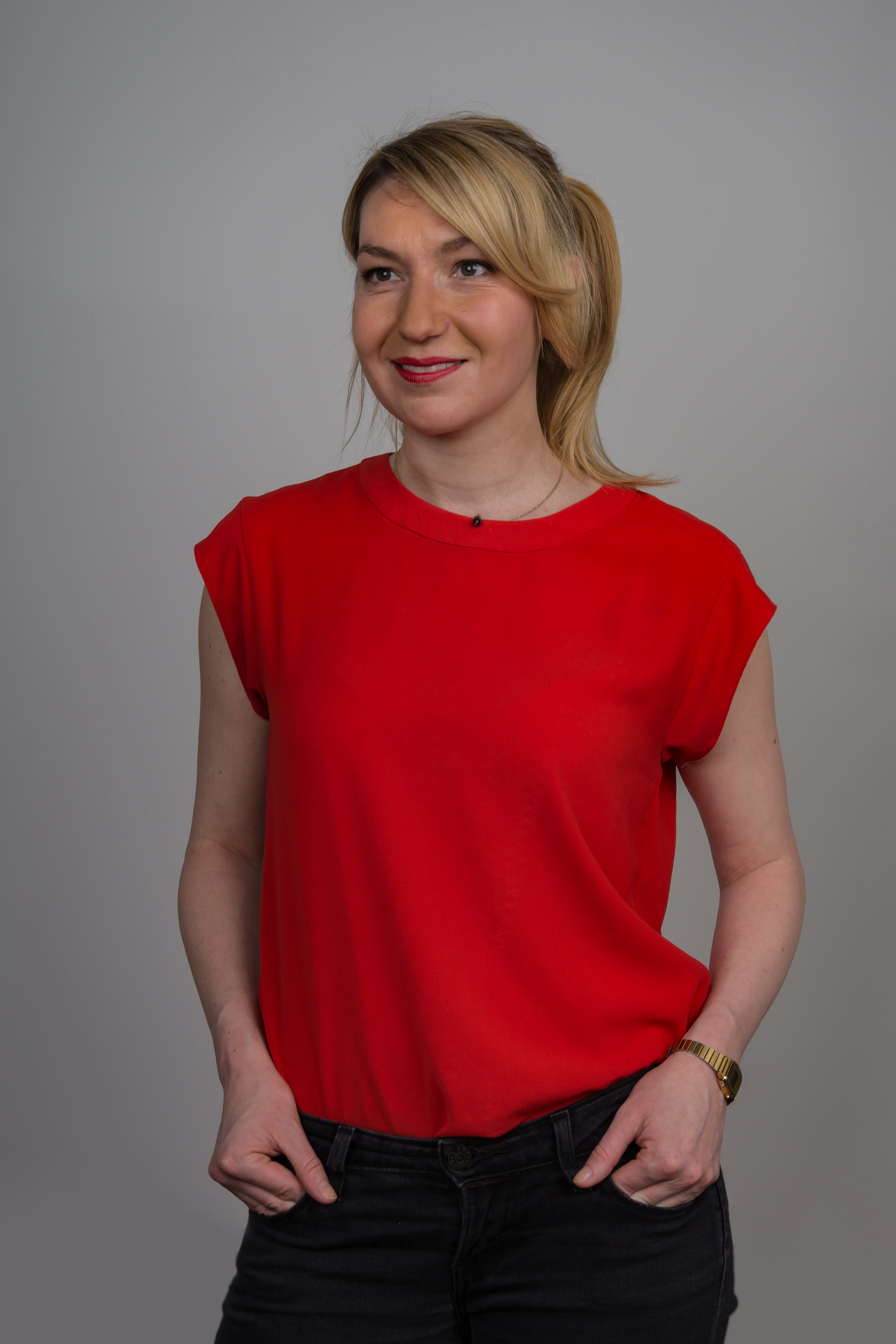
Julia Jelinek (2016)

Julia Jelinek (* 26. Dezember 1984 in Wien) ist eine österreichische Schauspielerin.

## Leben
Jelinek absolvierte ab 2005 ihre Schauspielausbildung an der Otto-Falckenberg-Schule in München und schloss diese 2009 ab. Sie arbeitet für Theater, Film und Fernsehen. Bekannt wurde sie durch ihre Rollen in österreichischen Kinofilmen wie „Wie man leben soll“ oder „Die Migrantigen“ und  Fernsehserien wie  „Schlawiner“, „Soko Donau“, „Schnell ermittelt“ und „AMS – Mutris Welt“. 2023 moderierte sie den österreichischen Filmpreis.
Julia Jelinek ist auch auf mehreren österreichischen Theaterbühnen zu sehen. Sie hat eine Tochter und einen Sohn und lebt in Wien.

## Filmografie
- 2009: Alle Tage meines Lebens, Kino, Regie: Lena Stahl
- 2010: Mörderschwestern, Kino, Regie: Peter Kern
- 2010: Wie man leben soll, Kino, Regie: David Schalko
- 2011: AMS – Mutris Welt (9 Folgen), Regie: Paul Harather
- 2011: Die Lottosieger, Regie: Leo Bauer
- 2011: Anfang 80, Kino, Regie: Sabine Hiebler/Gerhard Ertl
- 2011: Florida, Kurzfilm, Regie: Catalina Molina
- 2012: fauner consulting – Was wirklich zählt..., Internetserie, Regie: Georg Weissgram
- 2012: SOKO Donau/SOKO Wien – Die letzte Fahrt, Regie: Erhard Riedlsperger
- 2012: CopStories – Strizzi, Regie: Paul Harather
- 2013: Schlawiner, Regie: Paul Harather
- 2013: Die Werkstürmer, Kino, Regie: Andreas Schmied
- 2014: Akte Grüninger, Regie: Alain Gsponer
- 2014: Kafka, Kiffer und Chaoten, Regie: Kurt Palm
- 2014: Therapie für einen Vampir, Regie: David Rühm
- 2015: Der Blunzenkönig, Regie: Leo Maria Bauer
- 2016: Mein Fleisch und Blut, Regie: Michael Ramsauer
- 2016: Geschwister
- 2017: Die Migrantigen, Regie: Arman T. Riahi
- 2018: SOKO Donau/SOKO Wien – Hexenjagd, Regie: Olaf Kreinsen
- 2019: Love Machine, Regie: Andreas Schmied
- 2020: SOKO Kitzbühel – Unerwünschte Nebenwirkungen
- 2023: Schnell ermittelt – Nadja Brugger
- 2023: Heribert
- 2024: SOKO Donau/SOKO Wien – Eine Chimäre (Fernsehserie)
- 2024: 80 Plus (Alternativtitel Toni und Helene)

## Theater (Auswahl)
- 2006/2007: Macht und Rebel von Matias Faldbakken, Münchner Kammerspiele, Regie: Schorsch Kamerun
- 2008: Ich kann nicht anders – Obsession oder freie Radikale?, Münchner Kammerspiele, Werkraum, Künstlerische Leitung: Georgette Dee
- 2009: Der Talisman von Johann Nestroy, Landestheater Vorarlberg, Regie: Dirk Diekmann
- 2009: Das System von Wien + Abschiedsrede von Gert Jonke, Landestheater Vorarlberg, Regie: Karl Baratta
- 2009: Die Riesen vom Berge von Luigi Pirandello, Landestheater Vorarlberg, Regie: Alexander Kubelka
- 2010: Rabbit Hole von David Lindsay-Abaire, Neue Bühne Villach, Regie: Chris Pichler
- 2010: Die Anstalt oder ein ORFler in der Unterwelt von Franzobel, ORF Zentrum Dornbirn/Landestheater Vorarlberg, Regie: Karl Baratta
- 2010: In der Höhe von Thomas Bernhard, Landestheater Vorarlberg, Regie: Karl Baratta
- 2011: Startguthaben 2011, Die Totalvernutzung der Welt von Sandra Gugić, Garage X Wien, Regie: Julia Burger
- 2011: Neurotic Lounge, Nestroyhof Hamakom, Regie: Frederic Lion
- 2011: Leiwand Empire, Garage X Wien, Regie: Angela Richter
- 2011: Unfun von Matias Faldbakken, Garage X Wien, Regie: Ali M. Abdullah
- 2011: Stückefest, Burgtheater Wien
- 2012/2013: Was geschah nachdem Nora ihren Mann verlassen hatte oder Stützen der Gesellschaften. Garage X Wien, Regie: Ali M. Abdullah
- 2012/2013: Frauen am Rande des Nervenzusammenbruchs, Schauspielhaus Graz, Regie: Bernadette Sonnenbichler